# Stadionul Bucovina
Stadionul Bucovina este un stadion multi-funcțional din Cernăuți (Ucraina). El este folosit în principal pentru meciurile de fotbal, fiind arena clubului FC Bucovina Cernăuți. Stadionul poate adăposti 12.000 spectatori.
Este situat în centrul orașului, lângă Parcul de Cultură și Recreație "Taras Șevcenko".

## Istoric
Stadionul din Cernăuți a fost construit după cel de-al doilea război mondial. El a fost renovat capital în anul 2000, fiind adus la standardele impuse de UEFA și FIFA. Cu această ocazie, au fost amplasate scaune de plastic pentru spectatori și o tabelă de marcaj electronică.